# Granen 14

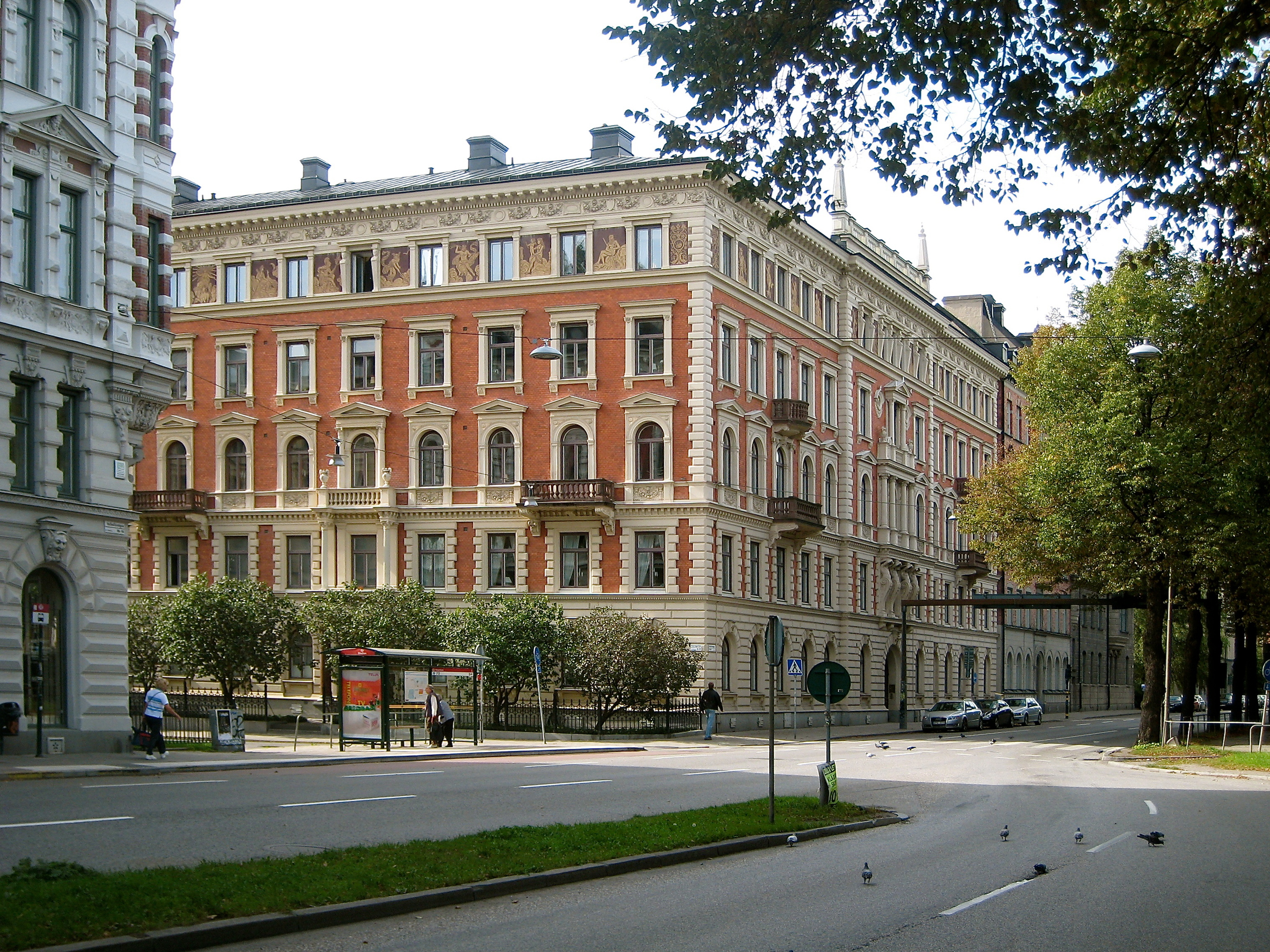
Fastigheten sedd från Valhallavägen

Granen 14 är en bostadsfastighet inom kvarteret Granen i korsningen Valhallavägen 92 / Floragatan 21 i Villastaden på Östermalm i centrala Stockholm som uppfördes 1886–1887 efter ritningar av arkitekt Johan Laurentz. Fastigheten är blåmärkt av Stadsmuseet i Stockholm vilket innebär "att bebyggelsen bedöms ha synnerligen höga kulturhistoriska värden".

## Historik
Byggnaden är mycket påkostad och den välbevarade fasaden visar många kulturhistoriskt värdefulla detaljer från byggtiden, bland annat de fyra atlanter som bär upp ett av burspråken mot Valhallavägen, och ett antal andra statyer som är placerade på fasaden. Fasaden är huvudsakligen utförd i rött tegel och slätputs med rusticerad bottenvåning. Det är ett fasadval som går igen i flera av de påkostade bostadshus som uppfördes längs med Valhallavägen under senare delen av 1800-talet. Den översta våningen är utsmyckad med sgraffitomålningar.
Hela våning 2 i huset sammanslogs 1917–1918 till en enda våning och nyinreddes för Svenska Telegrambyråns direktör Gustaf Eklund. Våningsplanet utrustade med en mycket värdefull sengustaviansk inredning. Våningen delades igen upp 1924 i fyra olika lägenheter, men inredningen från 1917 finns kvar i huset.

## Bilder

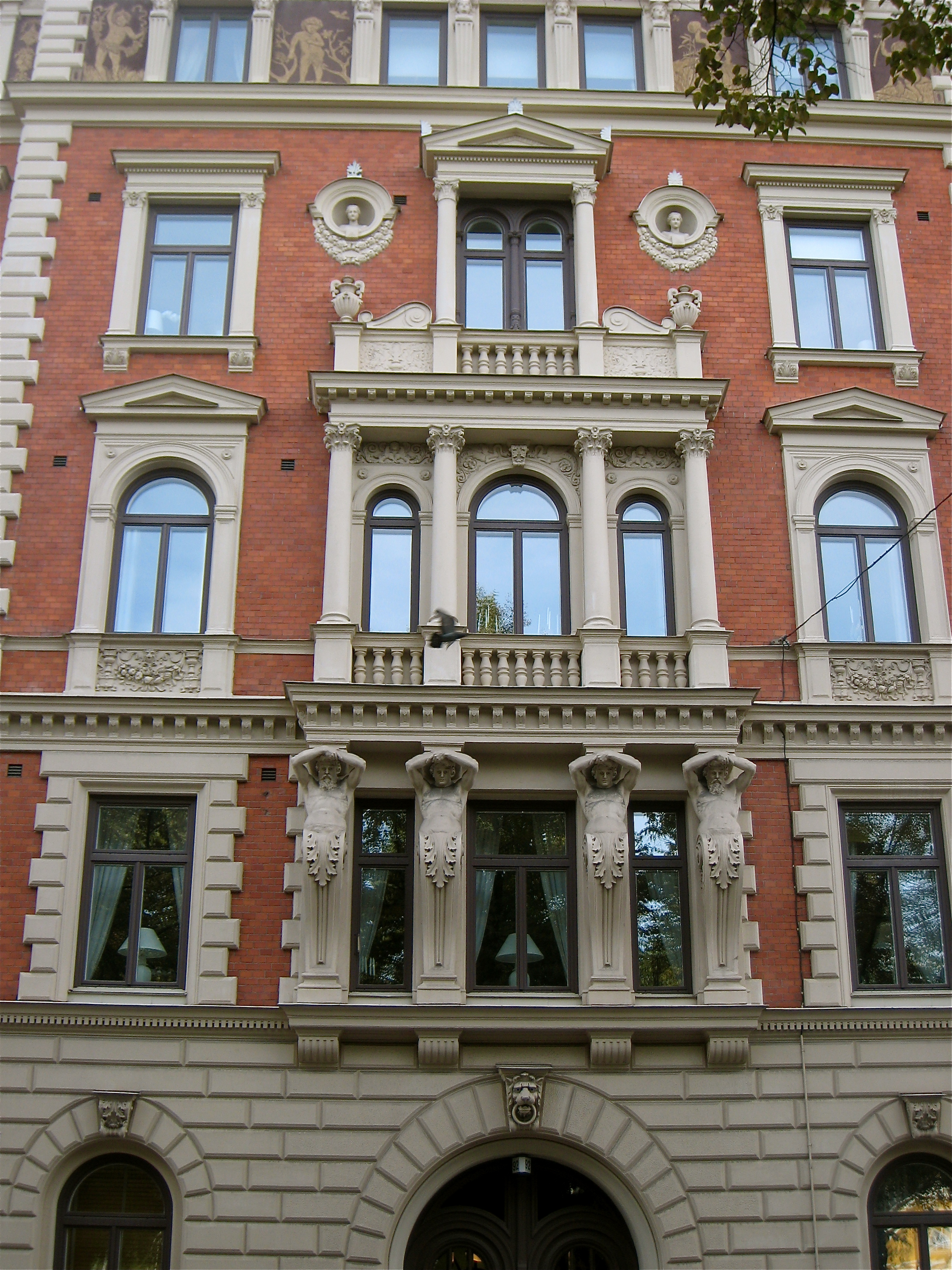
Fasaddetalj mot Valhallavägen som bärs upp av fyra Atlanter
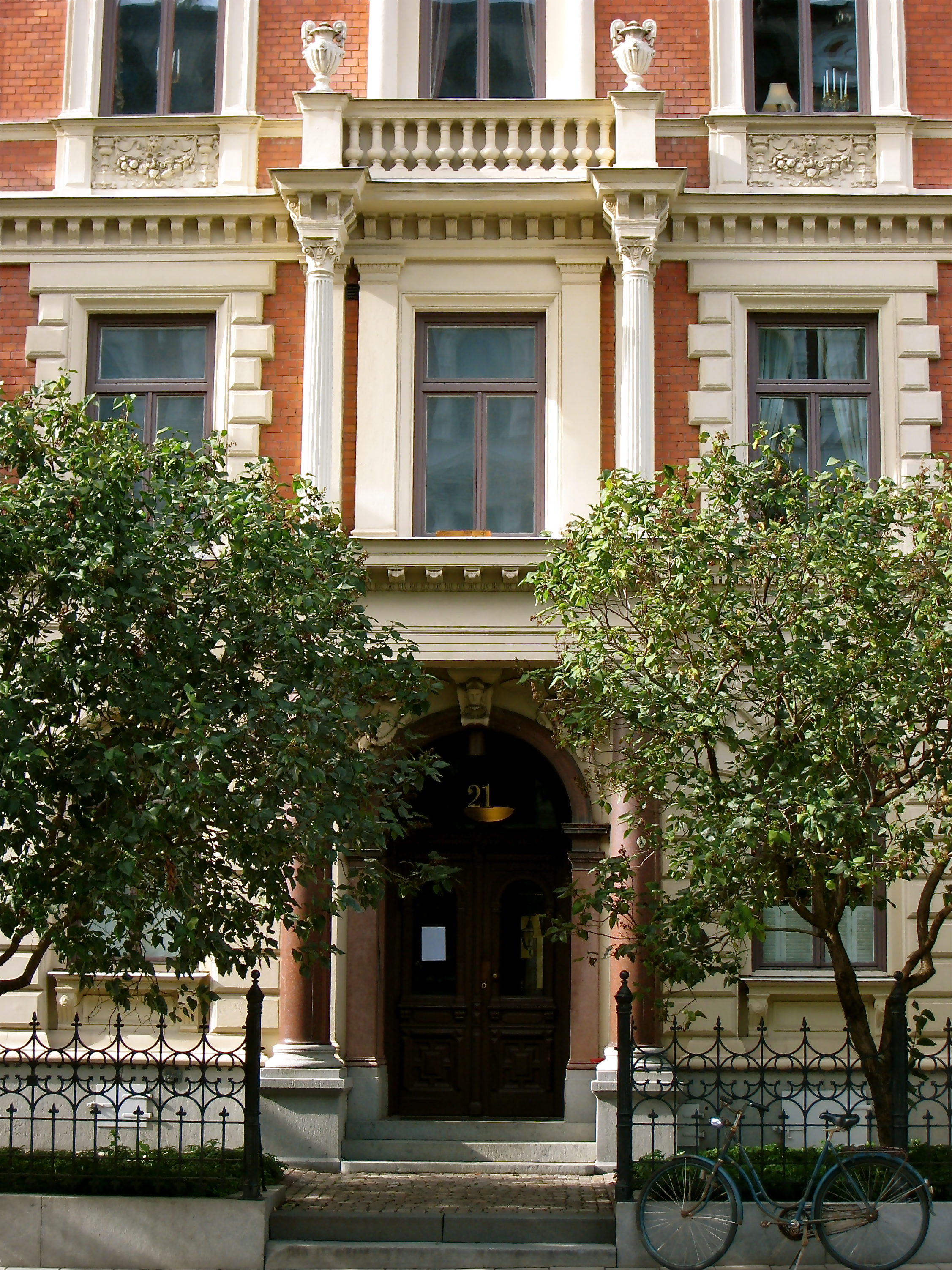
Entre mot Floragatan.
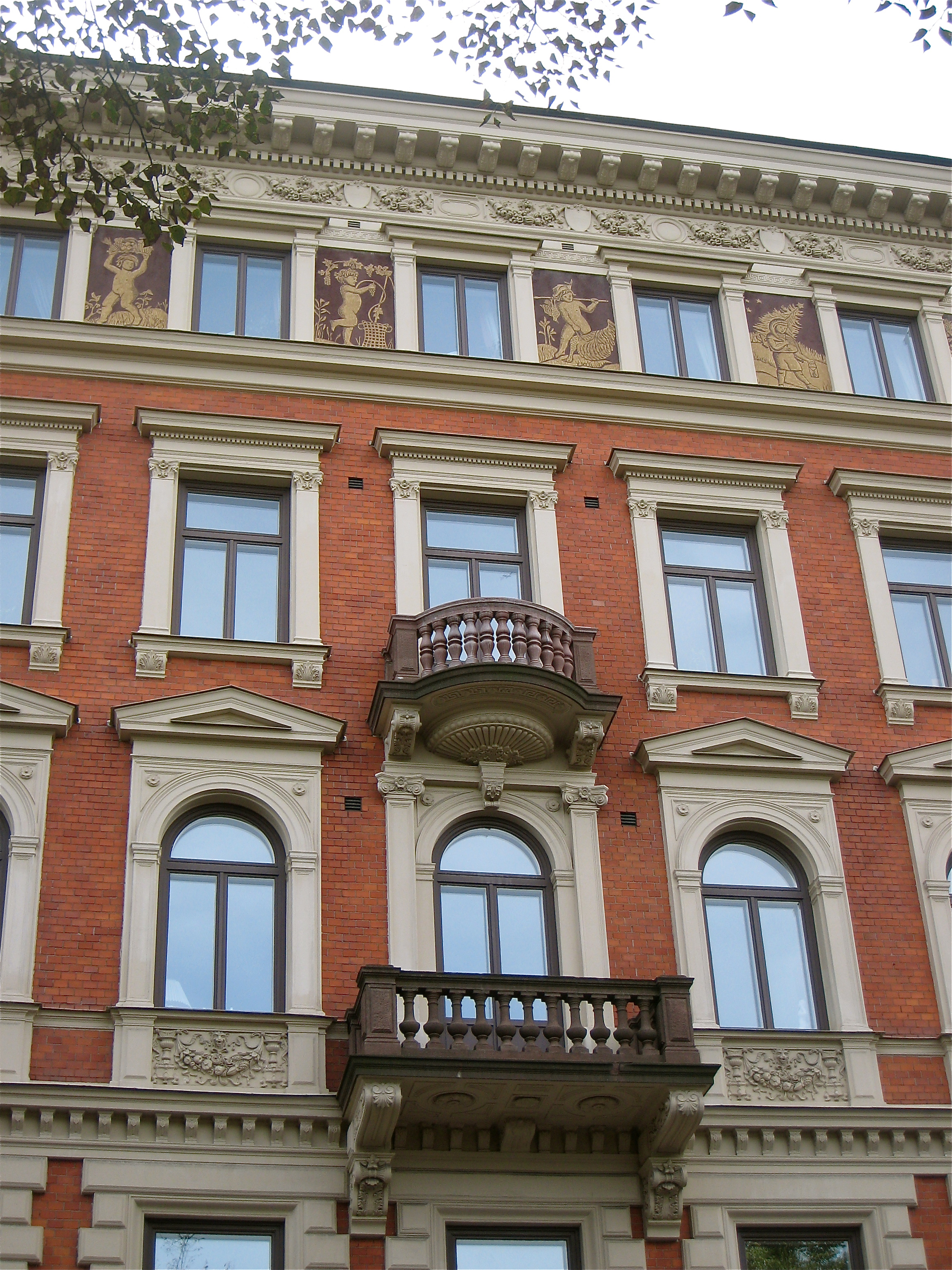
Balkong mot Valhallavägen
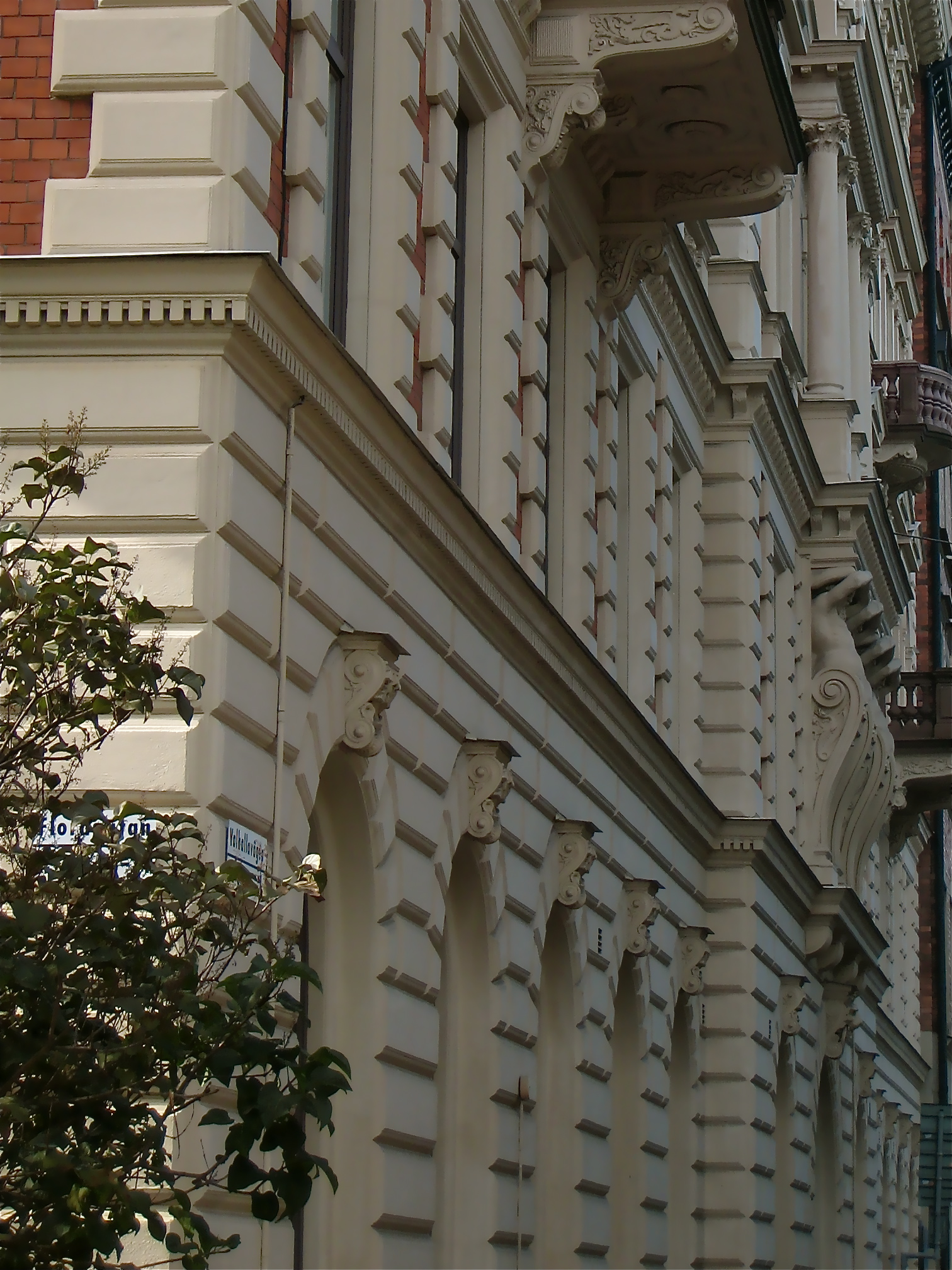
Fasad mot Valhallavägen